# Maico Quiroz
Maico Alejandro Quiroz (Lanús, Buenos Aires, Argentina, 20 de noviembre de 2001) es un futbolista argentino. Juega como centrocampista en Sarmiento (J) de la Liga Profesional de Fútbol Argentino a préstamo desde Racing Club.

## Trayectoria

### Racing Club
Debutó profesionalmente en la Copa Argentina 2022 contra Gimnasia y Tiro.
El 6 de noviembre de 2022 se consagra campeón y consigue el primer título de su carrera con Racing Club al ganar el Trofeo de Campeones 2022.

### Sarmiento de Junín
El 15 de agosto de 2023, se marchó a Sarmiento (J), de la Liga Profesional de Fútbol Argentino, en calidad de préstamo donde firmó contrato por 18 meses.

## Clubes
| Club                                     | País      | Año                     | Partidos | Goles |
| ---------------------------------------- | --------- | ----------------------- | -------- | ----- |
| Racing Club                              | Argentina | 2022-                   | 3        | 0     |
| Sarmiento (J) (cedido) Chacarita Juniots | Argentina | 2023-2024 2024-presente |          |       |

## Palmarés

### Campeonatos nacionales
| Título                  | Club        | País      | Año  |
| ----------------------- | ----------- | --------- | ---- |
| Trofeo de Campeones     | Racing Club | Argentina | 2022 |
| Supercopa Internacional | Racing Club | Argentina | 2022 |